# La Grenouille magique
Pour plus de détails, voir Fiche technique et Distribution.
La Grenouille magique ou La Légende du ténor grenouille (One Froggy Evening) est un court métrage d'animation américain de la série Merrie Melodies réalisé par Chuck Jones et sorti en 1955. Considéré comme un classique du film d'animation, il raconte l'histoire d'un homme découvrant une  grenouille verte Michigan J. Frog capable de chanter et danser, mais dont il est le seul témoin des prodiges du batracien.

## Synopsis
Au milieu des années 1950, un ouvrier de la Compagnie de Construction et de Démolition Acme Inc. employé dans la démolition d'un bâtiment trouve une boîte à l'intérieur d'une pierre angulaire. Cette boîte contient un testament daté de 1892 et une grenouille. Celle-ci se met subitement à chanter et à danser devant les yeux ébahis de l'ouvrier. L'homme essaie d'exploiter les talents de l'animal mais il échoue à convaincre un imprésario que sa grenouille chante et danse vraiment, l'animal faisant bien son show devant l'ouvrier mais redevenant inerte à chaque fois face à l’imprésario. Après avoir déboursé toutes ses économies pour produire la grenouille dans un théâtre, il se retrouve dans la misère après l'échec de la représentation, le batracien restant délibérément muet face aux spectateurs. Interné en hôpital psychiatrique pour avoir tenté de convaincre un policier que ce n'est pas lui mais sa grenouille qui chante, il finit par se débarrasser de l'animal en le mettant dans une nouvelle pierre d'un immeuble en construction. En 2056, un ouvrier découvre à nouveau la grenouille, et l'histoire se répète.

## Fiche technique
- Titre original : One Froggy Evening
- Titre français : La Grenouille magique ou La Légende du ténor grenouille (DVD)
- Réalisation : Chuck Jones
- Scénario : Michael Maltese
- Société de production : Warner Bros. Pictures
- Pays : États-Unis
- Langue : anglais
- Format : couleur (Technicolor) - 35 mm - 1,37:1 - son mono
- Durée : 7 minutes
- Date de sortie :
  - États-Unis : 31 décembre 1955

## Chansons du film
- Hello! Ma Baby, paroles et musique de Ida Emerson et Joseph E. Howard (1899)
- The Michigan Rag, paroles et musique de Michael Maltese et Chuck Jones
- Come Back to Erin, paroles et musique de Claribel (1866)
- I'm Just Wild About Harry, paroles et musique de Eubie Blake et Noble Sissle (1921)
- Throw Him Down, McCloskey, paroles et musique de John W. Kelly (1890)
- The Michigan Rag (reprise)
- Won't You Come Over To My House, paroles de Harry Williams, musique de Egbert Van Alstyne (1906)
- Largo al factotum, tiré du Barbier de Séville de Gioachino Rossini (1816)
- Please Don't Talk About Me When I'm Gone (en), paroles et musique de Sidney Clare, Sam H. Stept et Bee Palmer (1930)
- Hello! Ma Baby (reprise)

## Production

### Scénario
Le scénario a été inspiré par l'histoire authentique d'Ol' Rip the Horned Toad (en), un crapaud cornu du Texas qui avait survécu 31 ans scellé dans la pierre angulaire d'un tribunal à Eastland, dans le Texas. Les pierres angulaires avaient dans les deux cas été installées dans les années 1890. Il y a aussi des rapports avec les mythes africains.
Le film ne contient aucun dialogue, excepté les parties chantées par la grenouille. La plupart des musiques sont des ragtimes du début du XXe siècle et un air d'opéra (extrait du Barbier de Seville) montrant la culture musicale éclectique de la grenouille. La chanson The Michigan Rag est une parodie inventée par Chuck Jones.
Le chanteur qui prête sa voix à la grenouille ne fut pas crédité au générique, plusieurs noms furent proposés, notamment celui de Mel Blanc qui était la voix régulière de Bugs Bunny. En fait il s'agit du baryton Bill Roberts qui avait déjà doublé Little 'Tinker de Tex Avery[réf. nécessaire].
Le style scénique Michigan Frog est en partie un hommage aux artistes du ragtime tel que Bert Williams, qui était connu pour porter lui aussi un haut de forme et une canne, et adopter le même style de danse que la grenouille dans Hello! Ma Baby.
Chuck Jones réalisa en 1995 une suite, Another Froggy Evening, avec la voix de Jeff McCarthy.

### Michigan J. Frog
La grenouille ne porte aucun nom dans le film, mais Chuck Jones l'a baptisé plus tard Michigan J. Frog en s'inspirant de la parodie du ragtime Michigan Rag. Dans un documentaire du DVD Looney Tunes Golden Collection, Jones affirme qu'il avait trouvé le nom dans les années 1970 durant un entretien avec l'écrivain Jay Cox (le « J. » étant inspiré par le prénom de l'interviewer).
Le personnage devint la mascotte de The WB Television Network de 1994 à 2006 jusqu'à la fusion avec UPN et le renommage en The CW Television Network.

### Censure
Lors des diffusions sur la chaîne ABC et de la WB, la scène ou l'ouvrier met une pancarte « bière gratuite » pour attirer des spectateurs qui affluent en masse dans le théâtre a été coupée.
Dans l'anthologie Les Mille et un contes de Bugs Bunny, toute la fin du film qui se passe dans le futur est coupée, faisant terminer le cartoon par la scène de l'ouvrier mettant la boite qui contient la grenouille dans la pierre du nouvel édifice en construction.

## Adaptations et réutilisations
- Le film Charley et l'Ange (1973) de Walt Disney Productions utilise la chanson Hello! Ma Baby à chaque apparition de l'ange[3].
- La légende du ténor grenouille est parodié dans le film La Folle Histoire de l'espace (1987) de Mel Brooks. Dans une scène, John Hurt joue un homme qui s’effondre alors qu'un petit extraterrestre s’expulse de son estomac comme les xénomorphes de la saga Alien. L'homme crie « Pas encore » et l'alien siffle d'un air menaçant avant de prendre une canne et un haut de forme pour chanter et danser Hello! Ma Baby
- Le scénario est repris dans celui du film Le Fils du Mask (1994)
- La légende du ténor grenouille est parodié dans un épisode de South Park intitulé Déprogrammé (2003) avec Saddam Hussein dansant et chantant Hello! Ma Baby

## Reconnaissance
Dans la biographie de Chuck Jones intitulée Extremes & Inbetweens: A Life In Animation, Steven Spielberg considère ce dessin animé comme le « Citizen Kane du film d'animation ».
- En 1995, il fut classé cinquième des 50 plus grands cartoons, classement établi par les professionnels de l'animation.
- En 2003, la bibliothèque du Congrès classe ce film comme « culturellement significatif » et l'a sélectionné pour être préservé au National Film Registry.